# Copa de Clubes de la CECAFA 1995
La Copa de Clubes de la CECAFA 1995 es la 21.ª edición de este torneo de fútbol a nivel de clubes de África organizado por la CECAFA y que contó con la participación de 8 equipos representantes de África Central, África Oriental y África del Sur, incluyendo por primera vez a un representante de Yibuti.
El Simba SC de Tanzania venció al Express FC de Uganda en la final disputada en Dar es Salaam, Tanzania para ganar el título por cuarta ocasión. Al-Merreikh Omdurmán, campeón de la edición anterior, no participó en el torneo.

## Fase de grupos

### Grupo A
Todos los partidos se jugaron en Dar es Salaam.
| Simba SC        | 1-1 | Express FC      |
| Morris Supplies | 1-3 | Simba SC        |
| Simba SC        | 4-1 | Adulis FC       |
| Express FC      | 0-1 | Morris Supplies |
| Express FC      | 1-0 | Adulis FC       |
| Adulis FC       | 1-1 | Morris Supplies |

| Club            | G | E | P | GF | GC | Pts |
| --------------- | - | - | - | -- | -- | --- |
| Simba SC        | 2 | 1 | 0 | 8  | 3  | 7   |
| Express FC      | 1 | 1 | 1 | 2  | 2  | 4   |
| Morris Supplies | 1 | 1 | 1 | 3  | 4  | 4   |
| Adulis FC       | 0 | 1 | 2 | 2  | 6  | 0   |

### Group B
Todos los partidos se jugaron en la ciudad de Mwanza.
| Kenya Breweries     | 0-1 | Al-Mourada Omdurmán |
| Kenya Breweries     | 2-1 | Young Africans SC   |
| Malindi FC          | 1-3 | Kenya Breweries     |
| Al-Mourada Omdurmán | 1-1 | Young Africans SC   |
| Al-Mourada Omdurmán | 2-2 | Malindi FC          |
| Young Africans SC   | 1-1 | Malindi FC          |

| Club                | G | E | P | GF | GC | Pts |
| ------------------- | - | - | - | -- | -- | --- |
| Kenya Breweries     | 2 | 0 | 1 | 5  | 3  | 6   |
| Al-Mourada Omdurmán | 1 | 2 | 0 | 4  | 3  | 5   |
| Young Africans SC   | 0 | 2 | 1 | 3  | 4  | 2   |
| Malindi FC          | 0 | 2 | 1 | 4  | 6  | 2   |

## Semifinales
| Equipo 1        | Resultado | Equipo 2            |
| --------------- | --------- | ------------------- |
| Simba SC        | 1-0       | Al-Mourada Omdurmán |
| Kenya Breweries | 0-2       | Express FC          |

## Tercer Lugar
| Equipo 1            | Resultado   | Equipo 2        |
| ------------------- | ----------- | --------------- |
| Al-Mourada Omdurmán | 0-0 (5-4 p) | Kenya Breweries |

## Final
| Equipo 1 | Resultado   | Equipo 2   |
| -------- | ----------- | ---------- |
| Simba SC | 1-1 (5-3 p) | Express FC |

## Campeón
| Copa de Clubes de la CECAFA 1995 |
| -------------------------------- |
| Bandera de Tanzania              |
| Simba SC 4º Título               |